# Primærrute 12
De Primærrute 12 is een hoofdweg in Denemarken. De weg loopt van Esbjerg via Herning naar Viborg. De Primærrute 12 loopt over het schiereiland Jutland en is ongeveer 129 kilometer lang.

## Autosnelweg
Rond de stad Herning is de Primærrute 12 uitgebouwd tot autosnelweg. Op deze autosnelwegen, de Messemotorvejen en de Midtjyske Motorvej, is de Primærrute 12 dubbel genummerd met de Primærrutes 15 en 18.